# ラジオのように
『ラジオのように』（原題：Comme à la radio）は、ブリジット・フォンテーヌが1969年に発表したアルバム。

## 解説
サラヴァへの移籍後としては2作目のアルバム。当時フランスを拠点に活動していたアメリカのフリー・ジャズ・バンド、アート・アンサンブル・オブ・シカゴのメンバーが参加している。
日本版は1972年2月に日本コロムビアから発売された。そのライナーノーツは、間章と蘆原英了が書いている。
1996年発売の再発CDでは、「やに」「黒がいちばん似合う」の2曲がボーナス・トラックとして追加収録された。2008年発売の紙ジャケットCDでは、さらに2曲が加えられて14曲入りとなった。
表題曲は2003年公開の日本映画『阿修羅のごとく』の劇中歌及びエンディング・テーマとして使用され、同作のサウンドトラック・アルバムにも収録された。

## 収録曲
特記なき楽曲はブリジット・フォンテーヌとアレスキ・ベルカセムの共作。
1. ラジオのように - "Comme à la radio" - 8:04
2. 短歌 II - "Tanka II" - 2:03
3. 霧 - "Le Brouillard" (Areski Belkacem) - 3:24
4. 私は26才 - "J'ai 26 ans" - 3:04
5. 夏、夏 - "L'été l'été" - 3:56
6. まだ - "Encore" - 1:35
7. レオ - "Léo" - 3:50
8. 子馬 - "Les petits chevaux" - 0:43
9. 短歌 I - "Tanka I" - 1:46
10. キャロル塔の駅長さんへの手紙 - "Lettre à Monsieur le Chef de gare de La Tour de Carol" (Brigitte Fontaine, A. Belkacem, Jacques Higelin, Jean-Charles Capon) - 6:11

### ボーナス・トラック
1. やに - "Le goudron" (B. Fontaine, J. Higelin) - 4:10
  - シングルA面[4]
2. 黒がいちばん似合う - "Le noir c'est mieux choisi" (B. Fontaine, J. Higelin) - 5:06
  - シングルA面[4]
3. 美しい動物たち - "Les beaux animaux" (B. Fontaine, J. Higelin) - 3:12
  - シングル「やに」B面[4]
4. ラジオのように（英語ヴァージョン） - " Comme à la radio (Version Anglaise)" - 8:10

## カヴァー
「ラジオのように」は下記のアルバムでカヴァーされている。
- ASA-CHANG&巡礼『タブラマグマボンゴ』1998年
- 戸川純『20th Jun Togawa』(God Mountain) 2000年
- FEDAYIEN『FEDAYIEN Ⅳ』（1992年録音）2000年
- TRIAL PRODUCTION『RED ROCK』(PSC) 2002年
- Radio（川下直広、渋谷毅、不破大輔、芳垣安洋によるユニット）『RAdIO』(地底レコード) 2003年
- Radio（上記ユニット）＋ゲスト勝井祐二『RADIO』(月刊不破大輔)
- 沖至『ラジオのように』(ガッツプロダクション) 2006年
- 大友良英 INVISIBLE SONGS『SORA』2007年
- 螺旋階段『不思議なところ＋3Songs』2013年
- 大友良英スペシャルビッグバンド『大友良英SPECIAL BIG BAND LIVE AT SHINJUKU PIT INN 新宿ピットイン50周年記念』2015年
- ショローCLUB『from 1959』2017年

## 参加ミュージシャン
- ブリジット・フォンテーヌ - ボーカル、スポークン・ワード
- アレスキ・ベルカセム - パーカッション、ボーカル
- レスター・ボウイ - トランペット
- ジョセフ・ジャーマン - オーボエ、サックス
- ロスコー・ミッチェル - フルート
- マラカイ・フェイヴァース - ベース
- レオ・スミス - トランペット
- ジャック・イジュラン - ギター
- Jean-Charles Capon - チェロ
- Albert Guez - リュート
- Kakino De Paz - ツィター